# Edmund von Hartig
Edmund von Hartig (Vienna, 2 novembre 1812 – San Remo, 30 marzo 1883) è stato un diplomatico e nobile austriaco.

## Biografia
Edmund von Hartig, figlio del conte Franz von Hartig (1789-1865), governatore della Lombardia, e di sua moglie, la contessa Juliana von Grundemann-Falkenberg (1788-1866), nacque a Vienna nel 1812.
Ancora giovanissimo iniziò la sua carriera nel servizio diplomatico austriaco e dal 1846 al 1859 divenne ambasciatore a Kassel, poi a Copenaghen ed infine a Monaco di Baviera.
Nel 1861 venne eletto membro della dieta di Boemia come grande proprietario locale e fu tra i più ardenti sostenitori della politica promossa dai liberali e dal ministro Anton Schmerling (1805-1893), ma si dimise con l'ascesa del ministro conte Richard von Belcredi (1823-1902).
Dopo il rovesciamento di Belcredi, rientrò nel parlamento e venne nominato da Francesco Giuseppe d'Austria al ruolo di Oberstlandmarschall della Boemia.
Il 15 aprile 1846, a Vienna, sposò la contessa Julie von Bellegarde (23 settembre 1822 - 9 dicembre 1884).